# Atemptat de Canary Wharf
L'atemptat de Canary Wharf fou una acció armada de l'IRA Provisional duta a terme en 9 de febrer del 1996 a Londres i que significava el final de l'alto el foc que s'havia iniciat el 31 d'agost de 1994.

## Antecedents
Després de trobades secretes, endegades al gener del 1991, entre l'IRA Provisional i el govern britànic, l'organització declara un alto el foc el 31 d'agost de 1994 a la mitjanit, on reconeix el potencial de la situació actual i a fi i efecte de reforçar el procés de pau democràtic començat per la Declaració de Downing Street, i fa una crida a les negociacions. Nogensmenys, sota el nom de Direct Action Against Drugs, el PIRA abat diversos traficants de droga en 1995. En els anys 1990, duu a terme diverses operacions d'aquest estil, i amenaça així molts traficants el 4 i 5 d'octubre del 1991 i executa Martin Cahill.

## L'atemptat
L'IRA Provisional està poc satisfet per l'absència d'avenços en el procés de pau i declara que reprèn les seves operacions militars el 9 de febrer del 1996 a les 17:30 hores «a contra cor».
L'organització va donar avís a la policia i els mitjans de comunicació 90 minuts abans de l'explosió, causada per un camió ple d'explosius conduït per James McArdle des d'Irlanda del Nord, però a causa de la confusió respecte on era la bomba, i la percepció que era un engany, l'àrea no era totalment evacuada en el moment de l'explosió, que va sacsejar tot el moll sud a l'àrea dels Docklands del sud de Londres a les 19:01. causant dues víctimes mortals, un centenar de ferits, i danys materials per valor de 150 milions de lliures.

## Conseqüències
El mes de juny tingué lloc l'Atemptat de Manchester, amb el triple d'explosius que el de Londres. El maig del 1997, el Partit Laborista guanya les eleccions i Tony Blair esdevé Primer Ministre del Regne Unit. Declara la seva voluntat de mantenir negociacions amb els republicans si l'IRA Provisional acorda un nou alto el foc: Volem una pau permanent i per tant, estem preparats per millorar la recerca d'acords de pau democràtica a través de negociacions reals i inclusives Al mes d'octubre, en la convenció general de l'exèrcit reunida al Comtat de Donegal a Irlanda, el Quartermaster General, la branca responsable de l'aprovisionament, demana la fi d'aquest alto el foc. En oposició amb la línia general de l'IRA Provisional, els seus membres funden a la tardor una organització paramilitar dissident, el Real Irish Republican Army.
El 10 d'abril del 1998, amb el suport dels principals partits polítics nord-irlandesos, entre els quals el Sinn Féin, els Primers Ministres irlandès i britànic, Bertie Ahern i Tony Blair, signen l'Acord de Divendres Sant. En aquest acord se senten les bases per a un nou sistema de govern a Irlanda del Nord. L'acord, acceptat àmpliament per les poblacions del Nord i del Sud, preveu l'alliberament dels presoners paramilitars i demana als partits «que facin servir tota la seva influència per arribar al decomís de totes les armes paramilitars en un període de deu anys.» 20 dies després de la signatura de l'acord, l'IRA Provisional anuncia que la decisió de desarmar-se és un afer exclusiu de la seva competència, i refusa de deposar les armes.